# Javier Algarra
Javier Algarra Bonet (Barcelona, 20 de septiembre de 1961) es un periodista español licenciado en Ciencias de la Información por la Universidad Autónoma de Barcelona. Ha trabajado en Diario de Barcelona, Radio Nacional de España, Televisión Española, Onda Cero Radio, Antena 3 Televisión, La Gaceta, Intereconomía Televisión, Radio Internacional y Distrito TV. Actualmente, es director y presentador del programa Hoy es el Día en Onda Madrid. 

## Trayectoria profesional
Comenzó su andadura profesional en el Diario de Barcelona en 1980. Ingresó en RTVE en 1981. Fue Director de Informativos de RNE en Cataluña y redactor de TVE en San Cugat. Se trasladó a Madrid en 1988, y en RNE fue coordinador de España a las 8:00, subdirector de El diario de las dos y director de informativos de fin de semana de RNE y subdirector del programa Quién sabe dónde en TVE. En 1992 se trasladó a Londres, donde fue corresponsal en Reino Unido e Irlanda para RNE y colaborador de Interviú. Volvió a España en 1992 como Director Ejecutivo de los Informativos de TVE. Además de dirigir el Telediario de las 15:00, en ese puesto, organizó grandes operativos como la Cumbre Iberoamericana de Isla Margarita (Venezuela), la cumbre de la OTAN en Madrid, el viaje del Papa a Cuba, o la boda de la Infanta Cristina con Iñaki Urdangarín, programa que presentó ante las cámaras por petición expresa de Pilar Miró. También en TVE dirigió y presentó diversos Especiales Informativos, como las elecciones en Francia, Reino Unido o Estados Unidos, así como el Especial por la muerte de Lady Di y de Teresa de Calcuta.
En 1998 se incorporó a Antena 3 como Director Ejecutivo de Informativos, donde organizó el desarrollo de las corresponsalías y centros territoriales en Cataluña, Valencia, Gran Canaria, Tenerife, Aragón, Galicia, Andalucía, Baleares y Castilla y León. En esa cadena dirigió el espacio Noticias 1, informativo presentado por Matías Prats y Susanna Griso.
En 1999 fue nombrado Director General de Informativos en Onda Cero, donde dirigió y presentó el programa La Brújula. Puso en marcha "ondacero.es", la primera radio a la carta de Europa.
En 2002 fue nombrado Director de Informativos de Antena 3. Durante su etapa como director, los informativos de Antena 3 superaron en audiencia, por primera vez en su historia, a los de La 1.
Posteriormente, como Director General de Lagunmedia, dirigió la producción de programas y desarrollo de imagen corporativa para canales como IB3 de Baleares, Veo Televisión, Neox y Nova de Atresmedia.
En 2008 fue nombrado Director de Informativos de Fin de Semana de Intereconomía Televisión. En 2009 fue nombrado Director de Informativos de esa misma cadena. En 2010 puso en marcha el programa Dando Caña, que presentó durante tres años, hasta ser nombrado director de El gato al agua en enero de 2013. 
Ha escrito en Diario de Barcelona, Informaciones, Interviú, El Universo de Madrid, La Vanguardia, La Razón, Época y La Gaceta.
Algarra ha manifestado frecuentemente su rechazo al separatismo catalán,[cita requerida] afirmando que en las escuelas de Cataluña se produce un adoctrinamiento que ha llegado a comparar con el nazismo. Asimismo, ha afirmado sentirse profundamente catalán y negando la acusación de ser anticatalán.
En noviembre de 2016 dejó de presentar la tertulia política de Intereconomía Televisión El gato al agua. Posteriormente, dirigió y presentó el Magazine Mundo Noticias en Radio Internacional y el programa Los Intocables Distrito Televisión, un espacio de información, actualidad y análisis periodístico que se emite en prime time de lunes a viernes. 
Tras su paso por el Grupo Intereconomía pasó por la cadena El Distrito TV después pasó por la emisora Decisión Radio.
Actualmente dirige y presenta el programa Hoy es el Día en Onda Madrid.
En 2020 fue el ganador del Primer Concurso Literario de la Asociación Pro Guardia Civil y también fue aprobado como candidato a ser consejero de Telemadrid con los únicos votos favorables del Partido Popular.

## Premios
- Premio Zapping de Televisión 1998 (Cataluña), concedido por Telespectadors Associats de Catalunya, como director de Noticias 1 de Antena 3, al mejor informativo.[8]
- Antena de Oro 1999 (Nacional), como Director de Informativos de Onda Cero, concedida por la Federación de Asociaciones de Profesionales de Radio y Televisión de España.
- Antena de Oro 2000 (Nacional), por la creación de "ondacero.es", primer portal de radio a la carta de Europa, concedida por la Federación de Asociaciones de Profesionales de Radio y Televisión de España.
- Micrófono de Plata 2001 (Murcia), por su trayectoria profesional, concedido por la Asociación de Profesionales de Radio y Televisión de Murcia.
- Antena de Oro 2002 (Nacional), como director de Informativos de Antena 3, por la cobertura del Mundial de Fútbol de Japón y Corea, el primero emitido por una cadena de TV privada, concedido por la Federación de Asociaciones de Profesionales de Radio y Televisión de España.
- Antena de Oro 2008 (Nacional), como Director de Informativos de Fin de Semana de Intereconomía Televisión, concedido por la Federación de Asociaciones de Profesionales de Radio y Televisión de España.
- Premio Ciudad de Tarazona 2009 (Zaragoza), como Director de Informativos de Intereconomía Televisión y presentador de El gato al agua, concedido por el Ayuntamiento de Tarazona (Zaragoza).
- Micrófono de Oro 2012 (Nacional), como Director de Informativos de Intereconomía Televisión y presentador del programa Dando Caña. Entregada en Ponferrada por Luis del Olmo, Presidente de Honor de la Federación de Asociaciones de Profesionales de Radio y Televisión de España.[9]
- Premio Reconocimiento As de Bastos 2013 (Madrid), como director de El gato al agua, entregado por el Alcalde de Majadahonda (Madrid), Agustín de Foxá.[10][11]
- Antena de Plata 2016 (Madrid), como director y presentador de El Gato al Agua, de Intereconomía Televisión, otorgada por la Asociación de Profesionales de Radio y Televisión de Madrid.[12]

## Libros
- Autor del libro Prisionero en Cuba (Libros Libres, 2012).
- Coautor, junto a Xavier Horcajo, de Sindicatos, S.A., Toxo y Méndez, los mandarines del capitalismo sindical (Sekotia, 2014).
- Autor del epílogo de Nos duele Cataluña (Galland Books, 2014), de Begoña Marín, con prólogo de Albert Boadella y entrevistas a personajes como Jorge Fernández Díaz, Félix de Azúa, Rosa Mª Calaf, Javier Nart o Augusto Ferrer-Dalmau.
- Autor de Quizá por eso nos llaman números (Eolas Ediciones, 2021), novela ganadora del Premio del Concurso Literario APROGC.
- Autor de Sus palabras, Majestad, son las nuestras, capítulo del libro colectivo Los catalanes sí tenemos Rey (Ediciones Hildy, 2022), coordinado por Sergio Fidalgo y Antonio Robles.

## Labor docente
- Director del Área de Radio del Máster de Gestión de Medios Audiovisuales Ges-Media, del CEU-San Pablo y Mediapark.
- Director del Área de Televisión del Máster de Gestión de Medios Audiovisuales Ges-Media, del CEU-San Pablo y Mediapark.
- Profesor del Máster de Radio de la Universidad Rey Juan Carlos.
- Profesor de Comunicación, Comunicación de Crisis y Formación de Portavoces en diversos seminarios organizados por Inforpress.
- Conferenciante en diversas universidades.

## Nombramientos
- Caballero del Capítulo de Toledo de la Orden de Caballeros del Santo Sepulcro. Toledo, 27 de marzo de 2004.
- Caballero de la Orden de Rizal. Madrid, 3 de julio de 2012.
- Caballero de la Orden del Castillo de la Flor de Lys. Olmillos de Sasamón (Burgos), 5 de octubre de 2013.
- Medalla al Mérito Profesional de la  Orden de Caballeros Custodios de Calatrava la Vieja. Carrión de Calatrava (Ciudad Real), 5 de octubre de 2019.
- Socio de Honor del Círculo Ahumada, Madrid, 19 de noviembre de 2021.[13]